# Xian MA60
Lo Xian MA60 (新舟S, Xīn zhōuP, lett. "nuovo vascello" 60 "Modern Ark 60") è un aereo di linea regionale biturboelica ad ala alta sviluppato, sotto la supervisione del capo progettista Lü Hai (吕海), dall'azienda aeronautica cinese Xi'an Aircraft Industrial Corporation sussidiaria del consorzio China Aviation Industry Corporation I (AVIC I). L'MA60, destinato ad operare su rotte a corto raggio, è una versione allungata dello Xian Y7-200A,, a sua volta sviluppo del sovietico Antonov An-24, in grado di operare in condizioni di volo difficili, con limitato supporto a terra e dotato di capacità di decollo ed atterraggio corti (STOL).
Il modello ha ottenuto il certificato di tipo dall'Amministrazione dell'Aviazione Civile della Cina (Civil Aviation Administration of China - CAAC), l'ente amministrativo preposto al controllo dell'aviazione civile cinese, nel giugno 2000, ma non ha mai ricevuto l'equivalente certificato né dalla statunitense Federal Aviation Administration né da nessun ente preposto tra quelli dei Paesi occidentali.
All'ottobre 2006 la XAC ricevette ordini per oltre 90 esemplari di MA60 dei quali, alla fine di quello stesso anno, riuscì a consegnare 23 unità. Entro la fine del 2016 è prevista l'evasione di ulteriori 165 esemplari.

## Varianti
- Xian MA60-100: versione dal peso ridotto con conseguente miglioramento delle prestazioni.[10]
- Xian MA60-MPA Fearless Albatross: variante militare da pattugliamento marittimo ed ASW offerta al mercato dell'aviazione militare durante l'Airshow China 2002.[10]
- Xian MA40: variante a ridotta capacità, 40 posti a sedere, proposta al mercato dell'aviazione civile nel 2002.[10]
- Xian MA60H-500: variante militare da trasporto tattico dell'MA-60, caratterizzata dall'adozione di una rampa di carico posteriore.[10]
- Xian MA600: variante notevolmente migliorata dell'MA60, il cui prototipo è stato completato il 29 giugno 2008.[10]

## Utilizzatori

### Civili
A marzo 2014, risultano 53 gli esemplari di MA60 in servizio operativo, più altri 14 in giacenza:
 Birmania

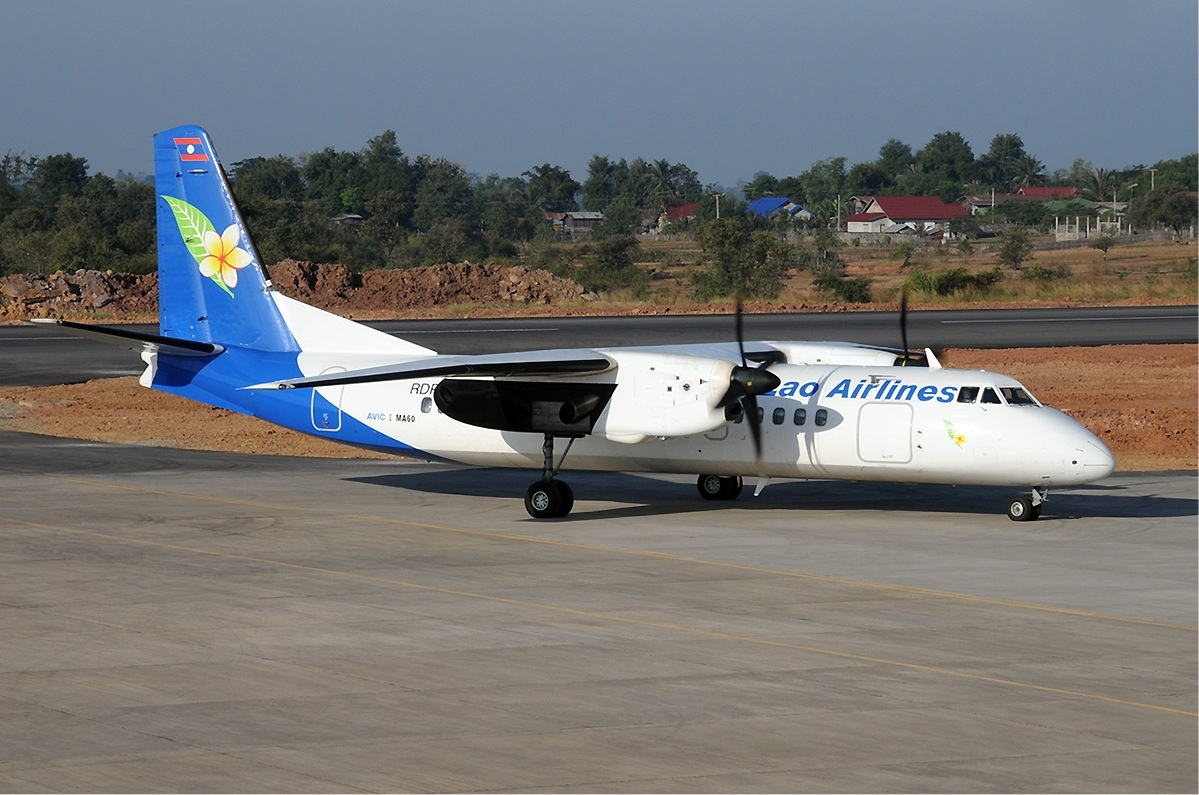
Uno Xian MA60 della compagnia aerea laotiana Lao Airlines il sosta al Pakse Airport nel 2009.

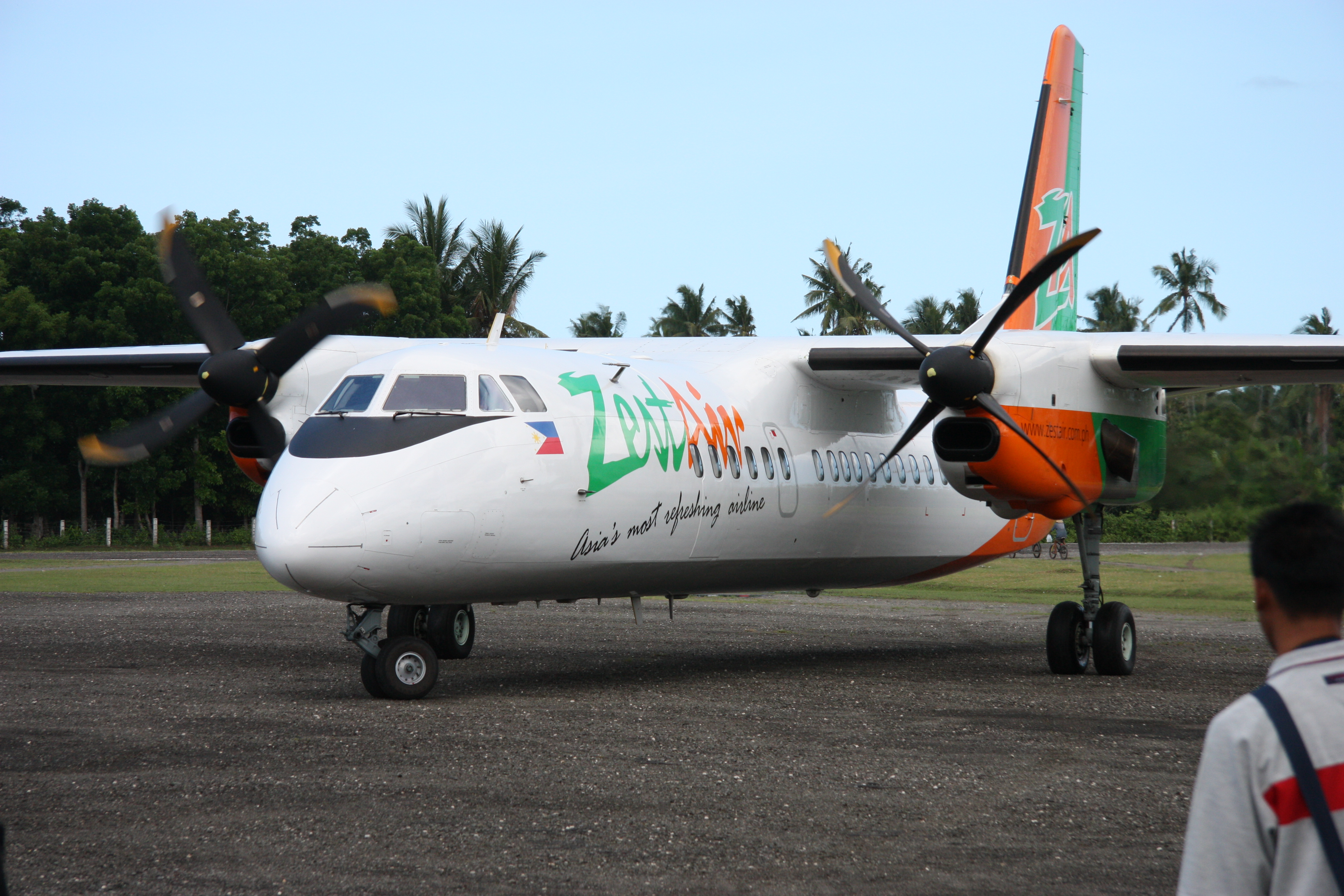
Un MA60 della compagnia aerea Zest Airways al Marinduque Airport, Filippine.

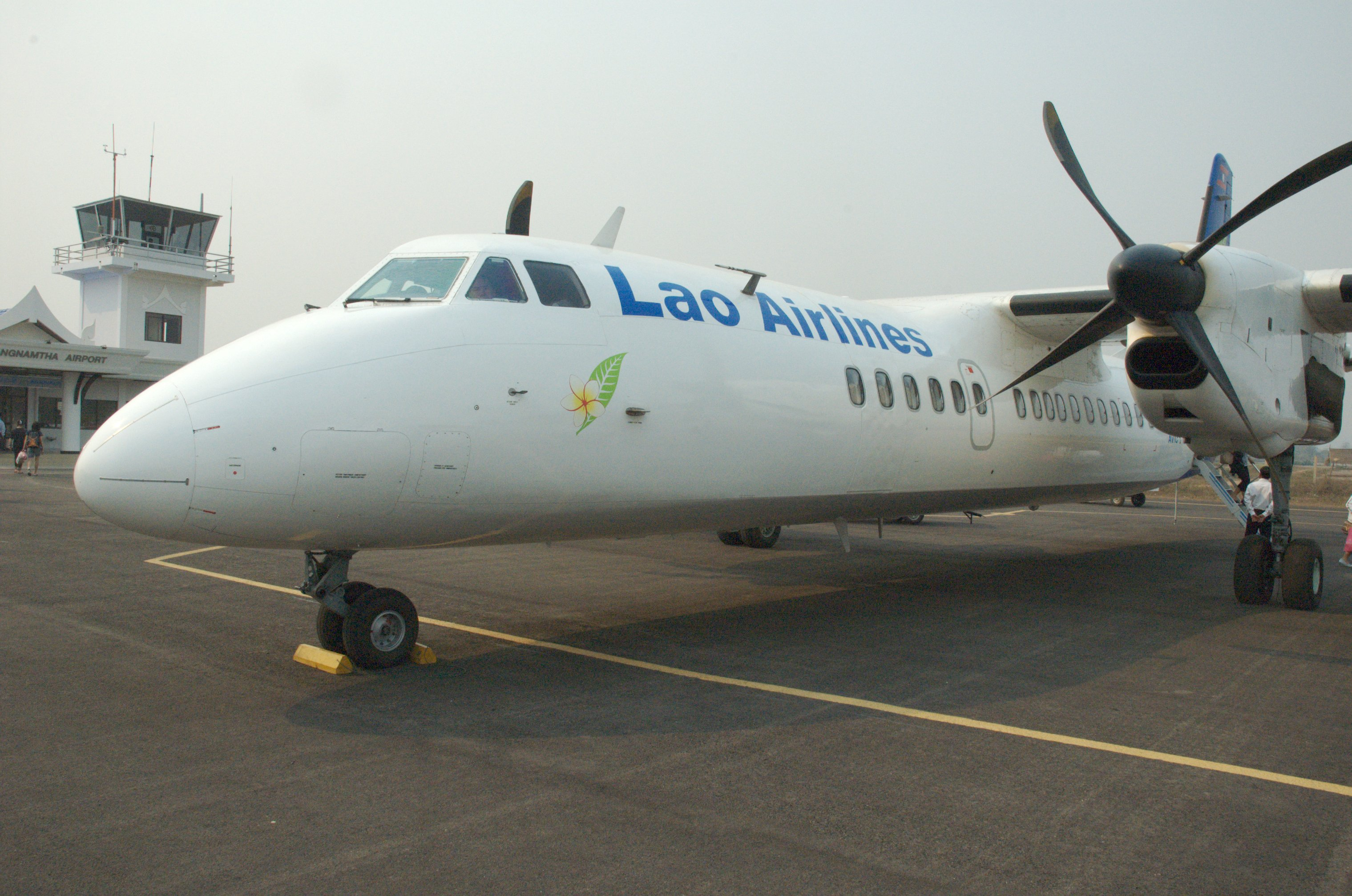
Un MA60 della Lao Airlines al Louangnamtha Airport, Laos.

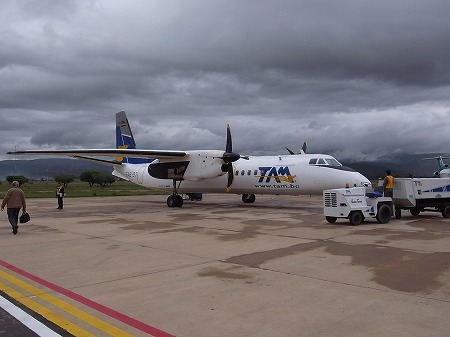
Un MA60 della Transporte Aéreo Militar al Cochabamba Airport, Bolivia.

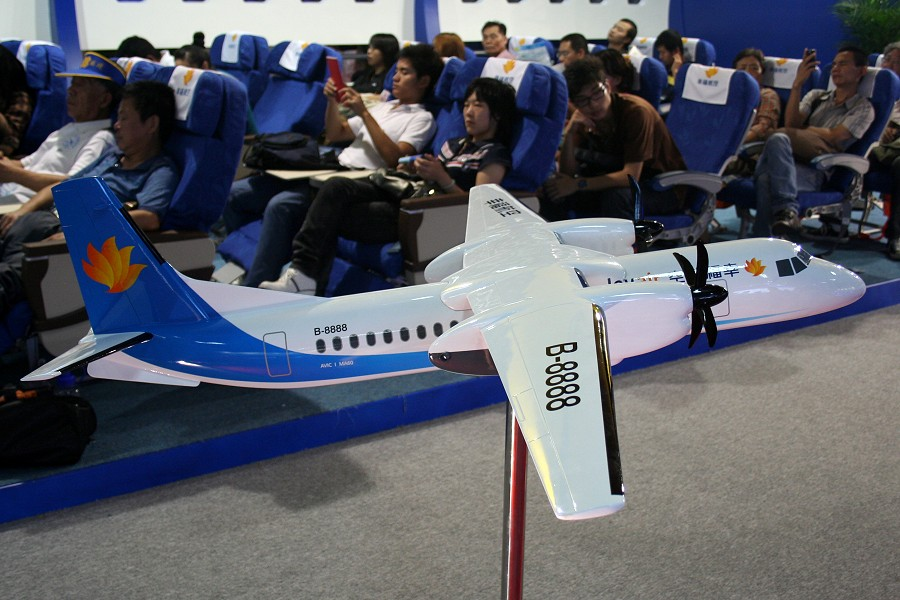
Modello in scala dell'MA60 nella livrea della Joy Air.

- Myanma Airways – 2 persi per incidente e 1 a terra (marche XY-AIO, XY-AIP e XY-AIQ).

 Bolivia
- TAM - Transporte Aéreo Militar - 2 in servizio, 2 in ordine.

 Burundi
- Air Burundi - 1 in giacenza, 1 in ordine.

 Camerun
- Camair-Co - 1 in servizio, 2 in ordine.

 Cina
- Civil Aviation Flight University of China - 2 in servizio.
- China United Airlines - 1 in servizio, 1 in giacenza.
- Okay Airways – 11 in servizio, 19 in ordine.[13]
- Joy Air - 8 in servizio, 2 in ordine.
- Sichuan Airlines - 2 in giacenza.
- Wuhan Airlines - 3 in giacenza.
- YingAn Airlines - 1 in servizio, 9 in ordine.

 Rep. del Congo
- Air Congo Int'l – 4 in servizio.

 RD del Congo
- LAC - 6 in ordine.

 Eritrea
- Massawa Airways - 1 in servizio.

 Indonesia
- Merpati Nusantara Airlines - 12 in servizio, 2 persi per incidente.

 Kirghizistan
- Kyrgyzstan Airlines – 3 in ordine.

 Laos
- Lao Airlines – 4 in servizio.

 Nepal
- Nepal Airlines - 2 in ordine.[14]

 Perù
- CDS Regional Express – 4 in ordine.

 Filippine
- Zest Airways – 4 correntemente in servizio, 1 dichiarato irreparabile dopo un incidente.

 Sri Lanka
- Sri Lanka Air Force (Helitours) – 2 in servizio.[15]

 Tagikistan
- Tajik Air – 1 in servizio (marche EY-201).

 Tonga
- Real Tonga – 1 in servizio.

 Ucraina
- Mars RK – 3 in ordine. Il 23 maggio 2012 Xi'an Aircraft International Corporation (XAIC) e Mars RK hanno concordato le condizioni per un ordine per tre MA60. Questa è la prima compagnia aerea europea ad acquistare l' MA60.[16]

 Yemen
- Felix Airways – 2 MA600F e 4 MA60 in ordine.

 Zimbabwe
- Air Zimbabwe – 2 in servizio, 1 perso per incidente il 3 novembre 2009.

### Militari
Angola
- Força Aérea Nacional Angolana

2 M60 ordinati a gennaio 2018 e ricevuti a fine agosto 2019.
 Bolivia
- Fuerza Aérea Boliviana

2 consegnati, 2 operativi al gennaio 2017.
 Cambogia
- Toap Akas Khemarak Phoumin

2 MA-60H-500 consegnati ed in servizio al settembre 2017.
 Camerun
- Armée de l'Air du Cameroun

1 MA60 donato dalla Cina nel 2012.
 Eritrea
- Eritrean Air Force

4 in servizio.
 Gibuti
- Force Aérienne du Djibouti

1 MA60H-500 ordinato a settembre 2013 e ricevuto a giugno 2014.
 Laos
- Lao People's Liberation Army Air Force

1 MA60 consegnato.
 Malawi
- Stormo aereo dell'Esercito del Malawi

2 MA60 ordinati e consegnati il 18 luglio 2022.
 Zambia
- Zambia Air Force

3 MA-60 consegnati a partire dal 12 settembre 2006.

### Sommario delle compagnie aeree che utilizzano l'MA60
| Compagnia/Forza aerea                     | In servizio     | In ordine | Totale |
| ----------------------------------------- | --------------- | --------- | ------ |
| TAM - Transporte Aéreo Militar            | 2               | 2         | 4      |
| Air Burundi                               | 1               | 1         | 2      |
| Toap Akas Khemarak Phoumin                | 2               |           | 2      |
| Camair-Co                                 | 1               | 2         | 3      |
| LAC                                       |                 | 6         | 6      |
| Massawa Airways                           | 1               |           | 1      |
| Kyrgyzstan Airlines                       |                 | 3         | 3      |
| Merpati Nusantara Airlines                | 14              |           | 14     |
| Lao Airlines                              | 4               |           | 4      |
| Lao People's Liberation Army Air Force    | 4               |           | 4      |
| Myanma Airways                            | 3               |           | 3      |
| Nepal Airlines                            |                 | 4         | 4      |
| Civil Aviation Flight University of China | 2               |           | 2      |
| China United Airlines                     | 1+1 in giacenza |           | 2      |
| Okay Airways                              | 11              | 19        | 30     |
| Joy Air                                   | 8               | 2         | 10     |
| Sichuan Airlines                          | 2 in giacenza   |           | 2      |
| Wuhan Airlines                            | 3 in giacenza   |           | 3      |
| YingAn Airlines                           | 1               | 9         | 10     |
| CDS Regional Express                      |                 | 4         | 4      |
| Zest Airways                              | 4               |           | 4      |
| Air Congo Int'l                           | 4               |           | 4      |
| Sri Lanka Air Force (Helitours)           | 2               |           | 2      |
| Tajik Air                                 | 1               |           | 1      |
| Real Tonga                                | 1               |           | 1      |
| Mars RK                                   |                 | 3         | 3      |
| Felix Airways                             |                 | 6         | 6      |
| Zambian Air Force                         | 2               |           | 2      |
| Air Zimbabwe                              | 2               |           | 2      |